# Pont-Rouge
Pont-Rouge é uma cidade localizada na província de Quebec no Canadá.